# 職田法
職田法（しょくでんほう）は朝鮮前期に施行された土地制度。1466年に施行。
以前に施行されていた科田法では土地を現職官僚だけでなく、退職官僚と死んだ官吏の家族にも支給したが、職田法では土地の不足で現職官吏にだけ土地を支給したし、支給される土地も減った。官吏の経済力を弱化させて国家の財政を強化するために施行された。
しかし職田法の実施のために退職後の経済力の弱くなった両班階層が耕作者を収奪したと、1407年国家が耕作者から直に税金を受けて官僚に支給する官収官給制が実施された。16世紀以後の職田の不足で1556年に職田の支給が中断されたため、職田法は廃止されて禄俸制（月給制）が導入された。